# Giulești (Maramureș)
Giulești [ˈdʒiuleʃtʲ] (deutsch Ludwigsdorf, ungarisch Máragyulafalva) ist eine aus vier Dörfern bestehende Gemeinde im Kreis Maramureș im Norden Rumäniens.

## Geographische Lage

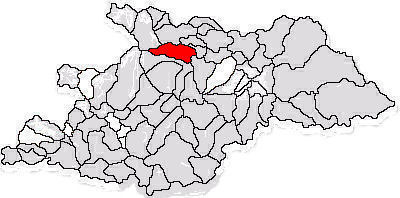
Lage der Gemeinde Giulești im Kreis Maramureș

Am Fluss Mara gelegen, befindet sich Giulești an der Nationalstraße DN 18 etwa 18 Kilometer südlich von Sighetu Marmației. Die Gemeinde hatte im Jahr 2002 3777, das Dorf Giulești im engeren Sinne 1291 Einwohner.

## Geschichte
Giulești wurde erstmals im 14. Jahrhundert urkundlich erwähnt, das eingemeindete Dorf Berbești im Jahre 1387.

## Sehenswürdigkeiten
- Im Dorf Mănăstirea befindet sich eine Holzkirche. Sie ist von architektonischer und historischer Bedeutung.
- Eine Sehenswürdigkeit der besonderen Art sind die im toten Geäst aufgestülpten Töpfe. Damit bekundet die Familie, dass in ihrem Haus eine heiratsfähige Tochter aufgewachsen und die entsprechende Mitgift vorhanden ist.

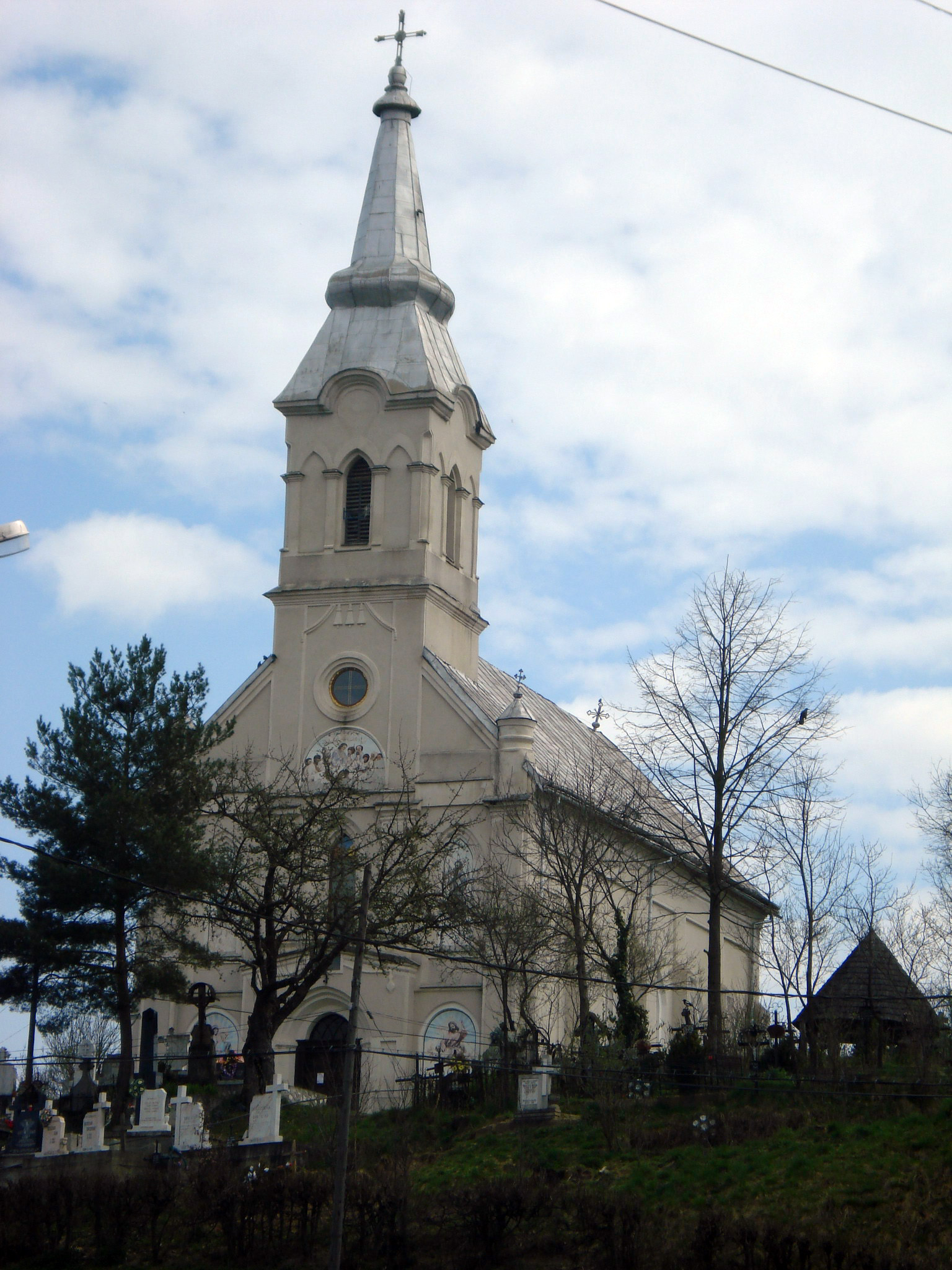
Kirche in Giulești
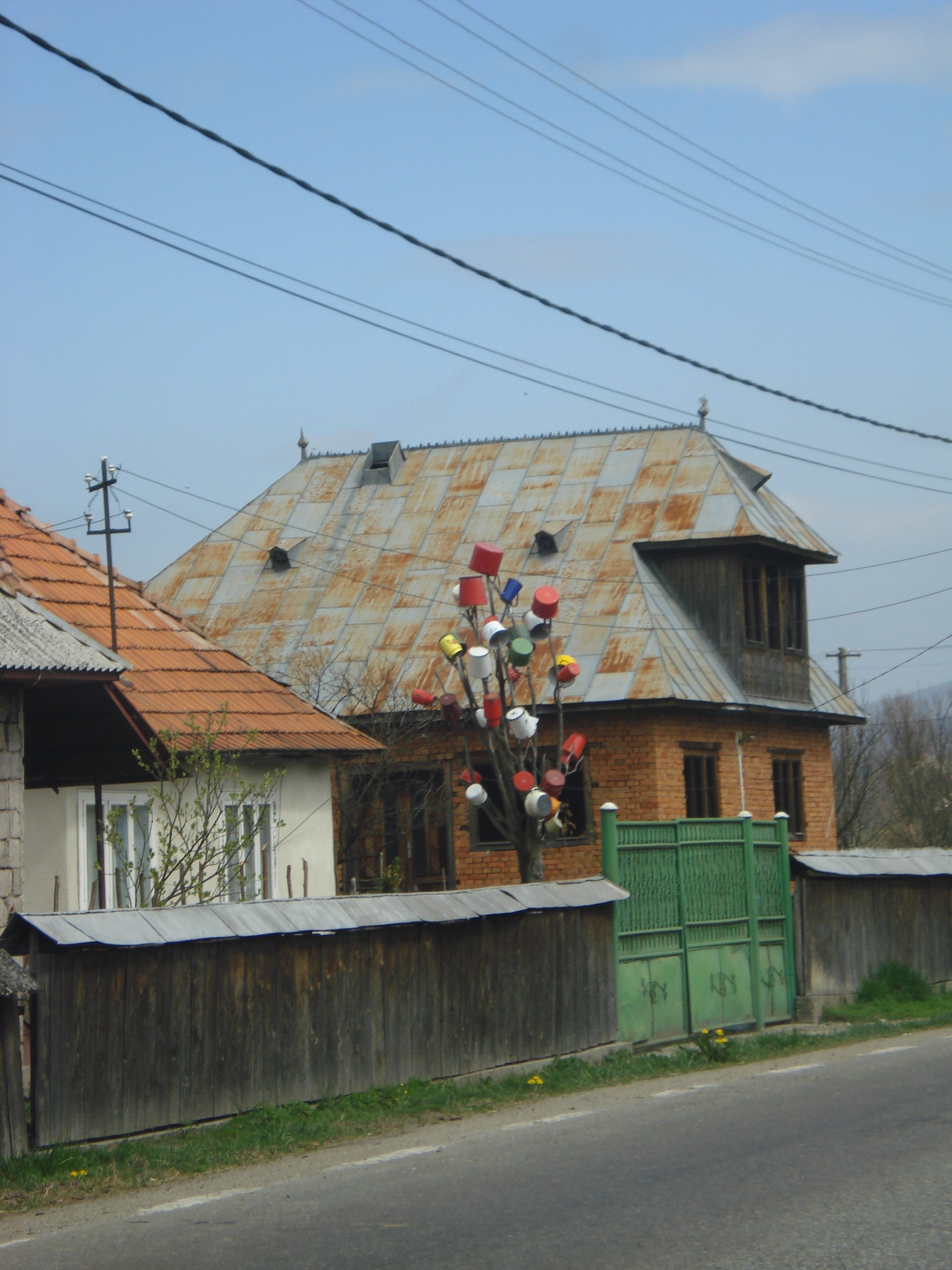
Aufgestülpte Töpfe
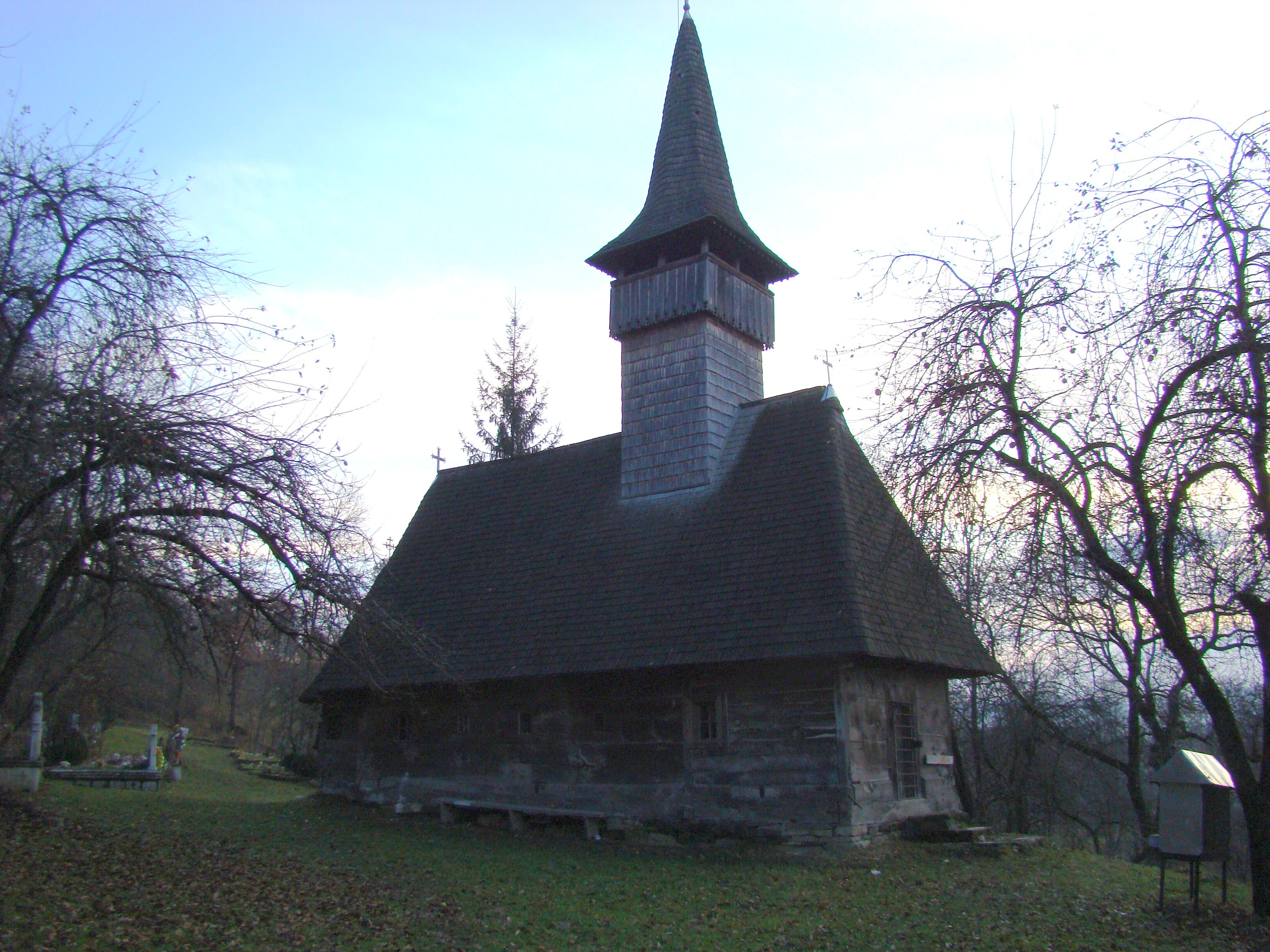
Holzkirche in Mănăstirea
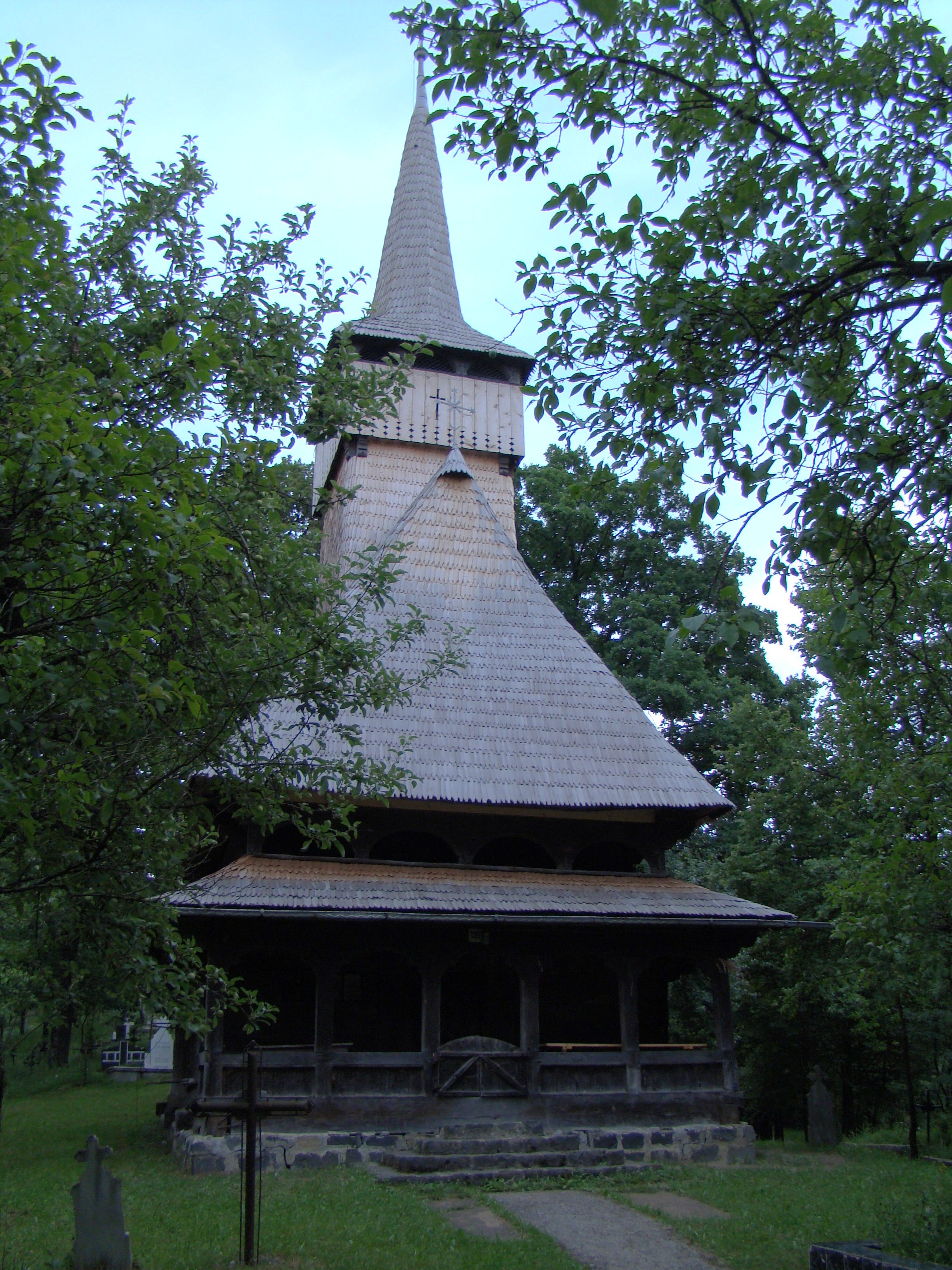
Holzkirche in Ferești

## Persönlichkeiten
- Atanasie Rednic (1722–1772), griechisch-katholischer Bischof von Făgăraș.